# Северное кладбище (Минск)
Северное кладбище (белор. Паўночныя могілкі) — кладбище в окрестностях столицы Беларуси города Минска.
Находится в Минском районе у деревни Якубовичи. Является ограниченно действующим — доступны только подзахоронения родственников. Состоит из трёх больших участков: Северное-1 (действует с 1972), Северное-2 (с 1999) и Северное-3 (с 2004). Транспортная связь с городом осуществляется автобусами. На Северном кладбище расположен построенный в 1986 году крематорий, в настоящее время единственный в республике. Крематорий активно работает, при нём есть колумбарий. На кладбище действует также церковь Воскрешения праведного Лазаря Четверодневного. График работы некрополя — с 9 до 21.

## Транспорт
Рядом с кладбищем проходят автобусные маршруты №68, 109 и 109в.

## Известные люди, похороненные на кладбище
- Борис Ковзан
- Станислав Шушкевич